# Get Back (ASAP)
«Get Back (ASAP)» — сингл румынской певицы Александры Стан, выпущенный в 2011 году. Песня смогла достигнуть 19 места во французском сингловом чарте, повторив успех предыдущего сингла — «Mr. Saxobeat».

## Список композиций
- Цифровая дистрибуция

1. «Get Back (ASAP)» — 3:29

- 'Промоверсия для цифровой дистрибуции

1. «Get Back (ASAP)» [Радиоверсия] — 3:30
2. «Get Back (ASAP)» [Расширенная версия] — 4:26

## Чарты
| Чарт (2010—11)                             | Наивысшее место |
| ------------------------------------------ | --------------- |
| Бельгия/Фландрия (Ultratip Bubbling Under) | 37              |
| Бельгия/Валлония (Ultratop 50)             | 28              |
| Франция (SNEP)                             | 19              |
| Romanian Top 100                           | 15              |

## История релиза
| Регион         | Дата                | Формат               | Лейбл                  |
| -------------- | ------------------- | -------------------- | ---------------------- |
| Франция        | 28 марта 2011 года  | Цифровая дистрибуция | Play On / Jeff Records |
| Великобритания | 8 августа 2011 года | Цифровая дистрибуция | AATW                   |